# Farhad Tarasch
Koordinaten: 34° 23′ 18″ N, 47° 25′ 55″ O

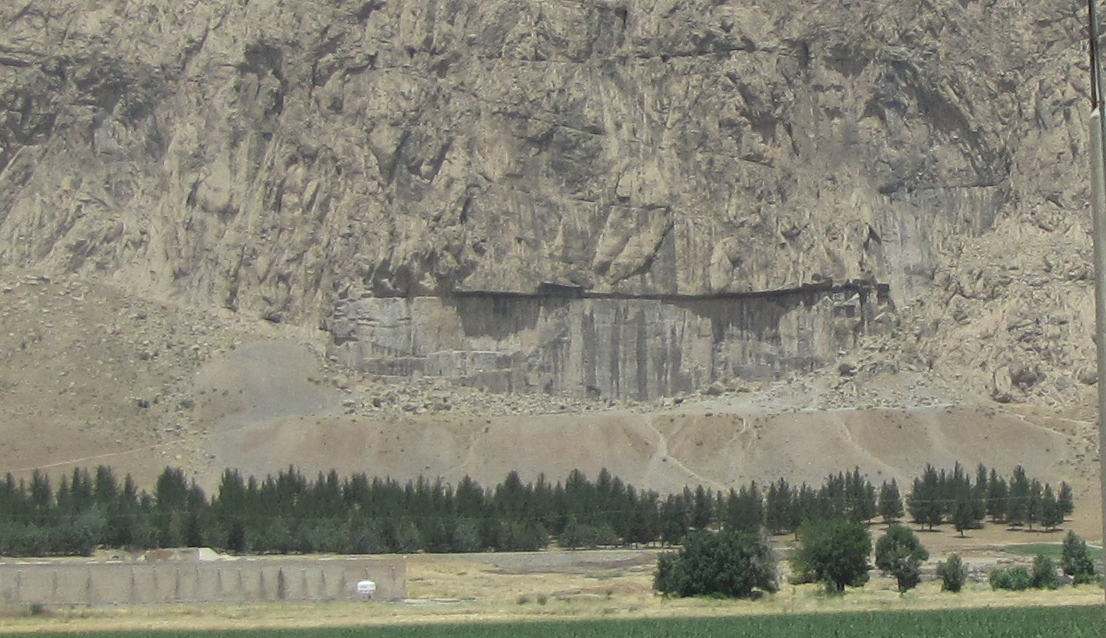
Farhad Tarasch

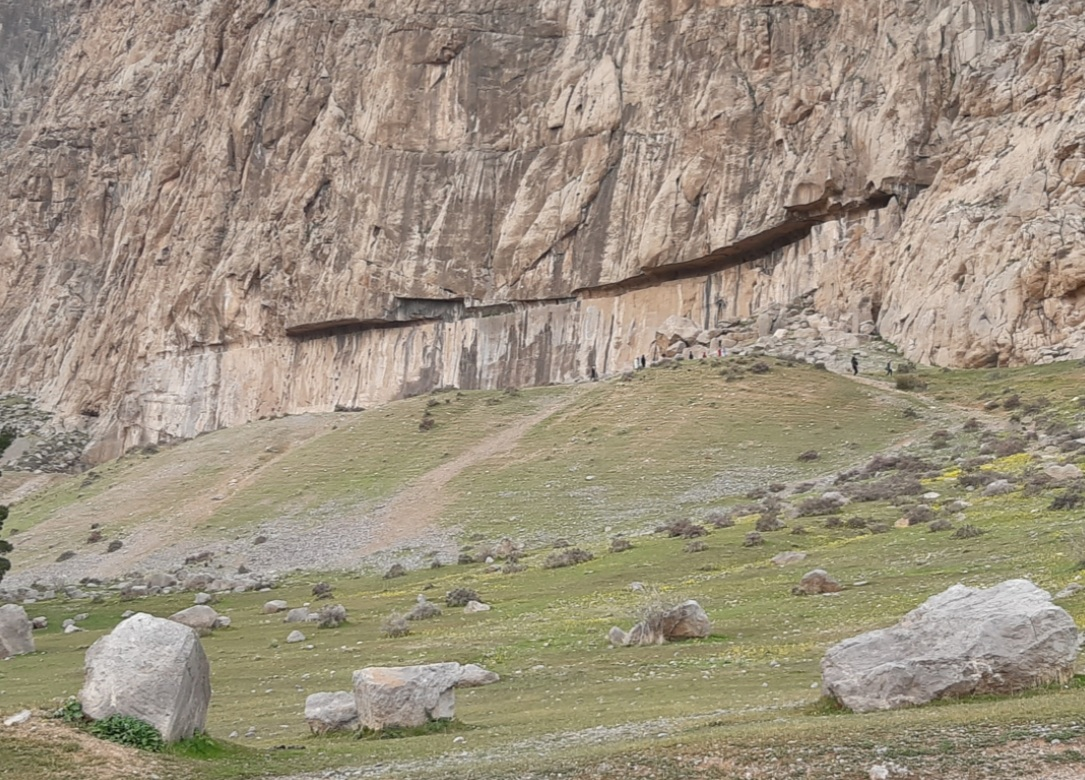
Farhad Tarasch

Der Farhād Tarāsch oder Tarāsch-e Farhād (persisch فرهاد تراش, Farhads Schnitt) ist eine große geglättete Felsoberfläche am Berg Behistun (2752 m) im westlichen Iran. In der Nähe der berühmten Behistun-Inschrift gelegen, ist sie etwa 30 mal 200 Meter groß. 150 Meter entfernt davor steht eine Stützmauer. Das Werk gilt im Iran als nationales Erbe und das größte Werk dieser Art im Land. Der Farhād Tarāsch erweckte durch alle Zeiten hindurch das Interesse der Geographen wie al-Istachrī (gestorben 957) oder Yāqūt ar-Rūmī (gestorben 1229) sowie der Reisenden und Archäologen.

## Entstehung

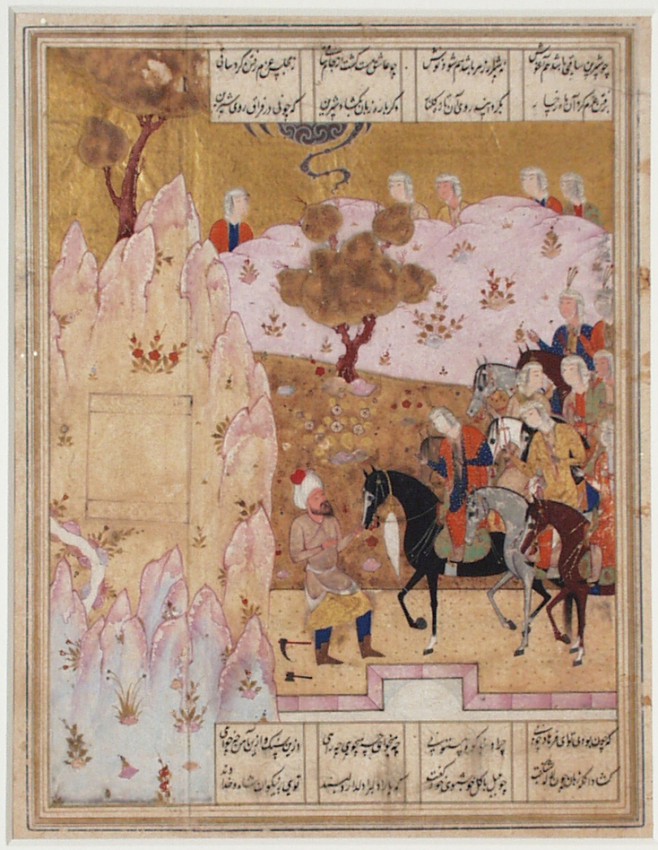
Schirin besucht Farhad am Berg Behistun. Die Miniatur stammt aus der Hamsa Nezamis und stammt aus etwa 1550.

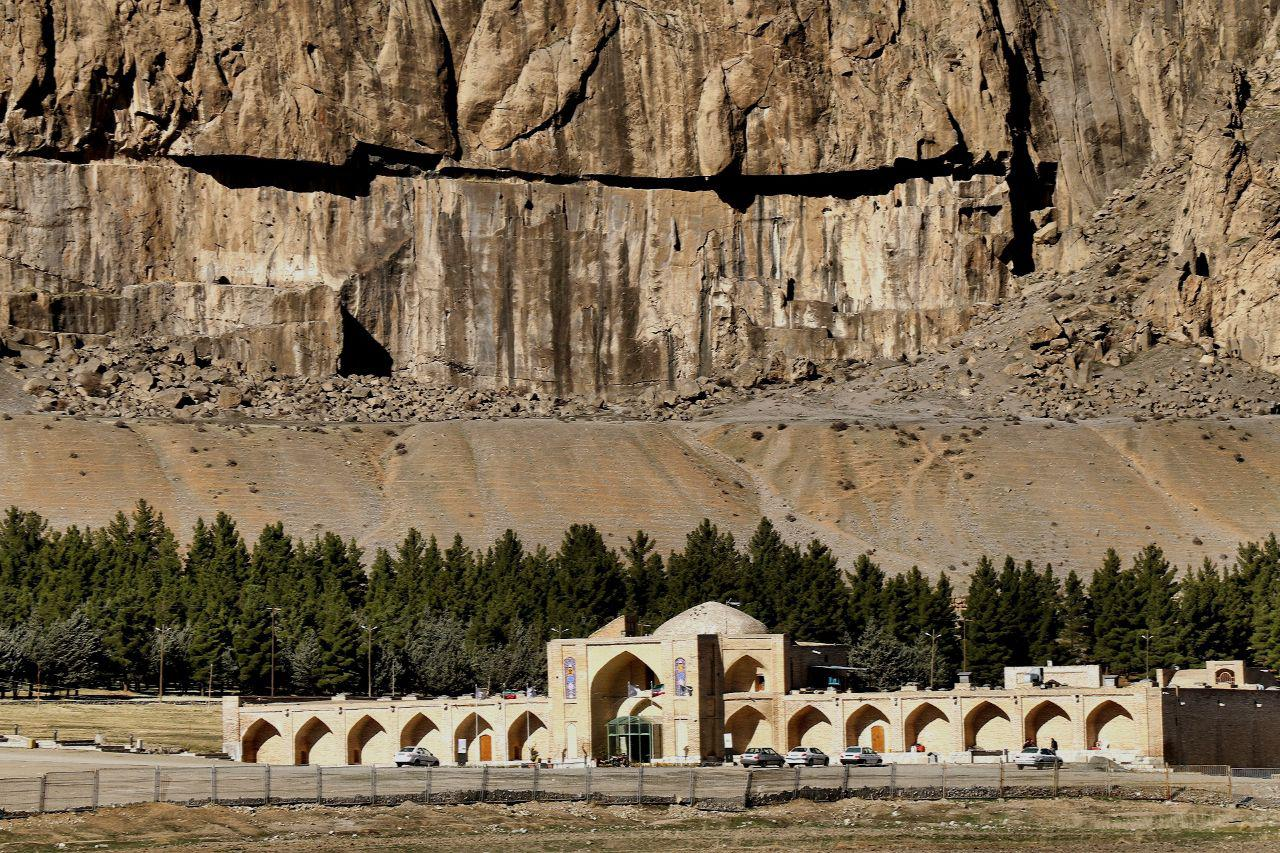
Farhad Tarasch und die safawidische Karawanserei

Über die Entstehung gibt es verschiedene Theorien. Im frühen 19. Jahrhundert glaubte H. C. Rawlinson, dass der Farhād Tarāsch ursprünglich die Rückwand eines Palastes für König Chosrau II. (reg. 590–628) werden sollte, die mit einem Relief von Semiramis verziert werden sollte. Im frühen 20. Jahrhundert betrachteten Leonard William King und Reginald Campbell Thompson es als Standort für einen Palast eines sassanidischen Königs. Etwa im gleichen Zeitraum glaubte A. V. Williams Jackson, dass der Farhād Tarāsch der Ort für einer geplanten Inschrift von Dareios I. dem Großen (r. 522–486 v. Chr.) sei. Ernst Herzfeld betrachtete es ebenfalls als Platz für eine achämenidische Inschrift, wies ihm jedoch keine spezifisches Datum wie Jackson zu. Auch Erich Friedrich Schmidt, M. Golzari und Dietrich Huff betrachteten den Farhād Tarāsch als ein Feld, das für eine Inschrift vorbereitet wurde, deren Erstellungsdatum unbekannt ist.
Nach lokaler Tradition wird der Farhād Tarāsch – wie es der Name auch sagt – dem legendären Architekten von Chosrau II. mit dem Namen Farhad zugeschrieben. Farhad spielt in Nezamis berühmter tragischer Romanze Chosrau und Schirin eine Rolle, in der Farhad ebenso wie Chosrau in die Prinzessin Schirin verliebt ist. In der Liebesgeschichte vollendete Farhad drei monumentale Werke: die Schaffung des Milchkanals, einen Durchgang durch den Berg Behistun und das Porträt der Prinzessin Schirin. Vom 15. bis zum 20. Jahrhundert war die Geschichte von Farhad und Schirin ein beliebtes Thema in verschiedenen Formen der bildenden Kunst, einschließlich Miniaturen. Heinz Luschey fügt in der Encyclopædia Iranica folgendes hinzu:

“Taken together, the poetry, the miniatures, and the data from examination of the site suggest that Farhād was the architect of the Sasanian works at Bīsotūn. The chiseled rock face must be the wall of his “passage through the mountain for twenty horsemen.” The milk channel, which is also often depicted in miniatures, is likely to have been the working channel on top of the cliff—an opinion in which G. Cameron concurred (oral communication). The notion of the “portrait of Šīrīn” may well have been evoked by the capitals showing Anāhīd and Ḵosrow Parvēz, which were certainly visible in the time of Neẓāmī and his informants, as they have never been buried under earth. The first writer to connect them with Šīrīn was ʿAbd-al-Karīm, in 1145/1741, probably relying on local tradition. References to the Sasanian remains in the literature of the early Islamic period apparently stirred people's imaginations and inspired poetic compositions in later times. Although Neẓāmī never left his hometown, Ganja, and thus never saw Bīsotūn, he had access to information recorded by geographers in the 4th/10th century and passed on as part of the literary tradition.”

„Zusammengenommen deuten die Poesie, die Miniaturen und die Daten aus der Untersuchung des Ortes darauf hin, dass Farhād der Architekt der sassanidischen Werke in Bīsotūn war. Die gemeißelte Felswand muss die Wand seines „Durchgangs durch den Berg für zwanzig Reiter“ sein. Der Milchkanal, der auch oft in Miniaturen dargestellt wird, dürfte der Arbeitskanal [die obere Kante des Feldes geht tiefer in den Fels] auf der Klippe gewesen sein – eine Meinung, der G. Cameron zustimmte (mündliche Mitteilung). Der Begriff des „Porträts von Šīrīn“ könnte durchaus durch die Kapitelle, die Anāhīd und Chosrau Parviz zeigten, hervorgerufen worden sein, die in der Zeit von Neẓāmī und seinen Informanten sicherlich sichtbar waren, da sie nie unter der Erde begraben waren. Der erste Schriftsteller, der sie mit Šīrīn verband, war ʿAbd-al-Karīm (1145/1741), wahrscheinlich unter Berufung auf die lokale Überlieferung. Hinweise auf die sassanidischen Überreste in der Literatur der frühislamischen Zeit haben offenbar die Fantasie der Menschen beflügelt und in späteren Zeiten poetische Kompositionen inspiriert. Obwohl Neẓāmī seine Heimatstadt Gəncə nie verließ und somit Bīsotūn nie sah, hatte er Zugang zu Informationen, die im 4./10. Jahrhundert von Geographen aufgezeichnet und als Teil der literarischen Tradition weitergegeben wurden.“

Eine andere Perspektive des Kontextes und der Entstehung des Farhād Tarāsch wurde in den 1970er Jahren vom Architekten Wolfgang Salzmann angeboten. Salzmann führte Untersuchungen an der Klippe und der Felswand durch, um die ursprünglichen sassanidischen Pläne zu rekonstruieren. Nach seinen Recherchen sollte „eine riesige Terrasse“ in 30 Metern Höhe gebaut und ein massiver Iwan in den Felsen geschlagen werden. Laut Salzmann wäre die Größe des Iwan wahrscheinlich ähnlich dem Taq-e Kisra in Seleukia-Ktesiphon, der sassanidischen Hauptstadt.  Zusätzlich sollten auf beiden Seiten Reliefs hinzugefügt werden. Doch sind diese Theorien unmöglich endgültig zu beweisen.

## Steinblöcke am Hang
Gleich neben dem Hang befinden sich mehrere hundert Steinquader. Sie wurden zwar von frühen europäischen Reisenden aufgezeichnet, aber nicht als aus der sassanidischen Zeit stammend identifiziert, bis es Heinz Luschey gelang, sie zu untersuchen. Luschey kam zu dem Schluss, dass diese Steine aus demselben Fels wie der Farhād Tarāsch waren.